# Fenig duński
Fenig duński (duń. penning, l.mn. penninge) - srebrna początkowo moneta bita od końca X wieku, używana do XVIII wieku.

## Historia
Mennictwo skandynawskie, a więc także i duńskie, rozwinęło się później niż w pozostałych krajach Europy. Stało się tak przede wszystkim z powodu łupieskich wypraw wikingów, które przysparzały krajowi wielu monet. Ponieważ szczególnie dużo było angielskich pensów, stały się one wzorem dla pierwszych duńskich monet. W końcu X wieku, za panowania Swena Widłobrodego (985 - 1014) wybito pierwsze duńskie fenigi o wadze około 1 grama.
W związku z licznymi wojnami wielu władców skandynawskich ratowało swe finanse poprzez dewaluację pieniądza. Nie inaczej postąpił Kanut Wielki (1014–1035), który obniżył wagę feniga do około 0,9 grama. Odtąd wybijano 240 fenigów z 1 marki srebra, a nie tak jak poprzednio z jednego funta troy (marka równała się 2/3 funta troy).
Z biegiem czasu nie tylko obniżała się waga monety, ale także i próba. Za Kanuta Świętego (1080–1086) waga feniga spadła do około 0,75 grama, a w roku 1282 fenig ważył już tylko około 0,2 grama. Od połowy XIV wieku fenigi bito z miedzi.
Dewaluacja feniga sprawiła, że konieczne okazało się wprowadzenie grubszej monety. Z tego powodu za panowania królowej Małgorzaty I pojawił się w 1380 roku witen o wartości 4 fenigów. Ponieważ zawierał około 0.66 gramów czystego srebra, na jednego feniga przypadało około 0.16 gramów srebra.
W 1424 roku fenig ważył około 0,33 grama i przy próbie srebra 7 i 1/4 łuta (około 453‰) zawierał 0,15 grama czystego srebra. W połowie XV wieku zawartość srebra w fenigu spadła do 0.13 grama.
W 1514 roku szyling duński liczący 12 fenigów zawierał 0,987 grama srebra, skąd na jednego feniga przypadało 0,082 grama srebra. W 1523 szyling zawierał już tylko 0,572 grama czystego srebra - czyli na feniga wychodziło około 0,048 grama srebra. Po kolejnej dewaluacji z 1535 roku doszło do reformy monetarnej w 1541 roku, po której szyling zawierał 0,543 grama srebra - a stąd fenig około 0,045 grama. Ponieważ zawartość srebra w duńskim pieniądzu dalej malała, w 1582 roku na feniga przypadało już tylko około 0,03 grama czystego srebra.
Po reformie w 1602 roku szyling zawierał 0.344 grama srebra, przez co na feniga przypadało około 0.029 grama srebra. W XVII wieku zaprzestano bicia fenigów, które z powodu dalszej dewaluacji duńskiej waluty miały coraz mniejszą wartość i stopniowo zaczęły zanikać.

## Literatura
- Zbigniew Żabiński, Rozwój systemów pieniężnych w Europie zachodniej i północnej, Zakład Narodowy Imienia Ossolińskich - Wydawnictwo, Wrocław 1989, ISBN 83-04-02992-8, str. 134-138